# Jazbine (gmina Gorenja vas-Poljane)
Jazbine – wieś w Słowenii, w gminie Gorenja vas-Poljane. W 2018 roku liczyła 14 mieszkańców.